# Lavoir de Gy

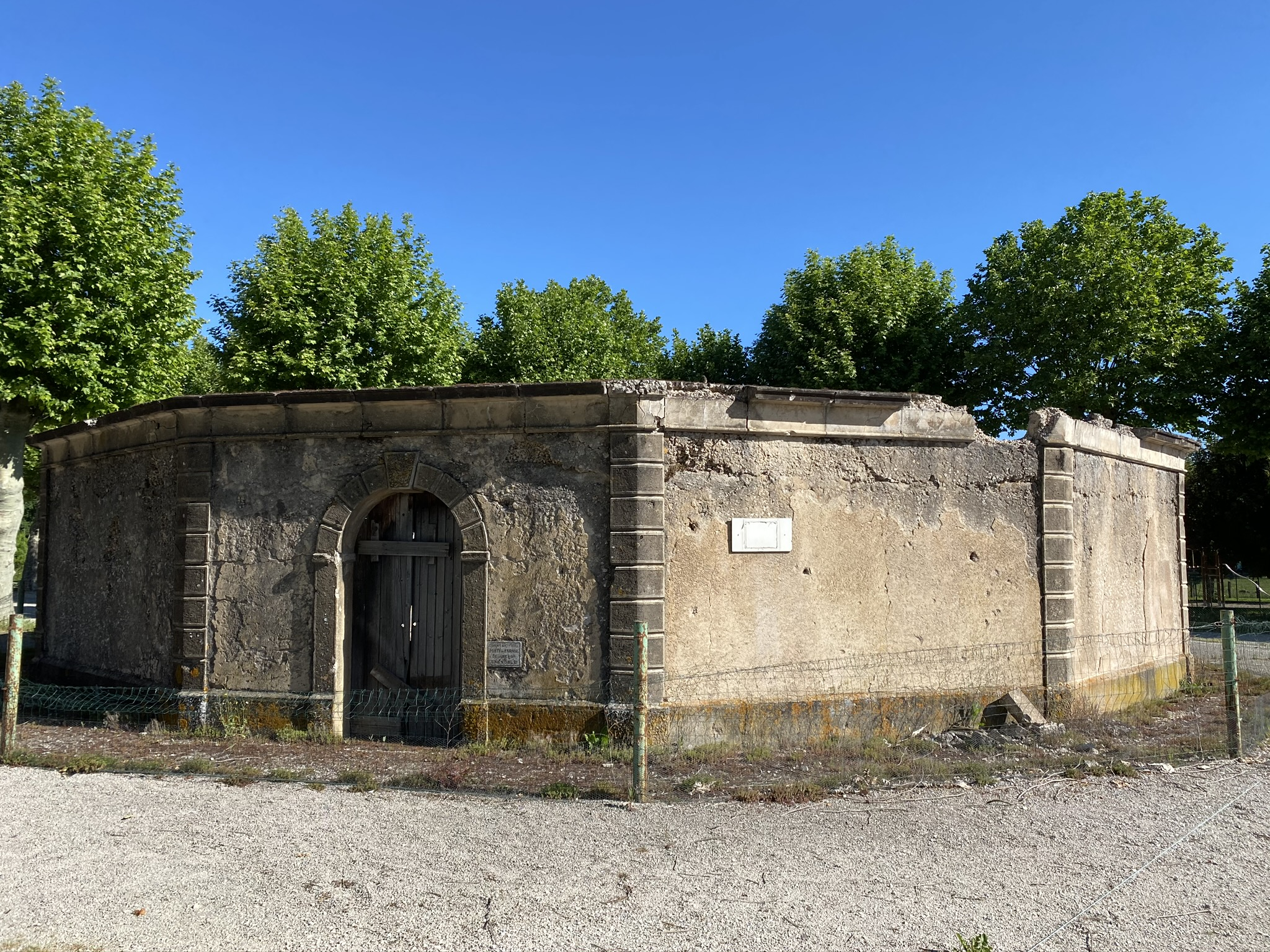
Vue depuis l'extérieur du lavoir de Gy.

Le lavoir de Gy est un lavoir situé à Gy, en France.

## Description
Bien peu de gens en Haute-Saône ont connaissance du "lavoir de Gy" c'est un lavoir, lavoir tout-à-fait utilitaire et dépourvu de "puisâgê", partie toujours noblement traitée, parce que consacrée à l'eau consommable et à destination des humains, dans la chaîne d'eau usuelle des fontaines avec puisoir, abreuvoir, rinçoir, lavoir et égayoir, chaîne qui a toujours été la référence dans toutes les fontaines de Franche-Comté.
Au plus un abreuvoir, posé en annexe, a-t-il pris place à son côté.
On le désigne à Gy par le vocable "le lavoir circulaire".
La construction du lavoir de Gy s'est inscrite dans une quête séculaire de l'eau. Sans qu'il apparaisse bien nettement dans les délibérations, si c'est pour renforcer l'alimentation de l'ancienne fontaine ou pour alimenter, depuis la Morthe, un nouvel édifice, des travaux sont commencés le 1er mai 1898. 
La mauvaise qualité du sol obligea à utiliser des tuyaux de fonte  et qu'ensuite un réservoir prévu en maçonnerie dut être exécuté en un autre matériau plus résistant, le béton gras de ciment ou le béton de ciment armé qui sera mis en place par la maison Roquemard.
Ce même jour, l'architecte Sauterey de Dôle séduit par cette technologie Propose d’étudier aussi le lavoir de la même manière, mais sur un plan circulaire et non oblong,
Ce qui est aussi accepté parce que cela entrainera des économies.
Le 11 août 1898, le projet < de béton de ciment et béton armé > qui présente, avec un souci d'hygiène décisif, un bac par laveuse (comme à Port-Lesney), " à exécuter suivant
les conditions définies par des lettres de la Maison Delune et Cie des 3, Ier et 20 juillet et par Roquemard est accepté....
La Maison Delune et cie. était déjà connue en Haute-saône depuis  une dizaine d'années, et le conseil municipal invite l'architecte, déjà auteur des toutes dernières études préalables à donner des ordres immédiats à l'entrepreneur pour l'exécution
des travaux .
Le béton a été appelé à Gy pour la résolution de problèmes de construction à moindre coût.

## Localisation
Le lavoir est situé sur la commune de Gy, dans le département français de la Haute-Saône.
Il est situé en bas de la ville de Gy (au nord-ouest) rue du Square.

## Historique
L'édifice est inscrit au titre des monuments historiques en 2001.